# Aurimont
Aurimont é uma comuna francesa na região administrativa de Occitânia, no departamento de Gers. Estende-se por uma área de 8,07 km². Em 2010 a comuna tinha 212 habitantes (densidade: 26,3 hab./km²).